# اورواشی شارما
اورواشی شارما  (انگلیسی: Urvashi Sharma؛ زادهٔ ۱۳ ژوئیهٔ ۱۹۸۴) بازیگر و مدل بالیوود اهل هند است. او متولد دهلی نو است و در تبلیغات چاپی و تلویزیونی متعددی ظاهر شده و در موزیک ویدئوهای برجسته‌ای نقش ایفا کرده است. او اولین بار در فیلم نقاب منتشر شده در ۱۳ ژوئیه ۲۰۰۷ ظاهر شد.
او در فیلم‌های ترش و شیرین، نقاب بازی کرده است.